# Зелені свята
Зелені свята (Зелені святки, Русалії) — народна назва циклу слов'янських свят язичницького походження, що охоплює кілька днів перед Трійцею та часом перші дні Троїцького тижня (після Трійці); або назва конкретного свята. В різних народів тривалість Зелених свят різниться та має власні звичаї. Типово Зелені свята визначають кінець весни та початок літа, поєднують вшанування померлих та рослинності з метою забезпечити хороший врожай.
Припускають, що зелені свята могли бути запозичені від римського свята Розалій («свята троянд») — дня предків та дня початку літа; або ж запозиченням є тільки назва, що перетворилася на Русалії. В кожному разі, в інших народів аналогічне свято здобуло автентичні риси. Від римлян Розалії перейшли на Балкани і там було розповсюджене серед тракійців. З Тракії це свято перейшло, зокрема, і на територію України, а з приходом християнства було злучено зі Святою Неділею та святом Трійці. Тиждень перед Трійцею в українців називається «зеленим», «клечальним» або «русальним», а три останні дні цього тижня і три перші дні Троїцького тижня називають «Зеленими святами».

## Символізм свят

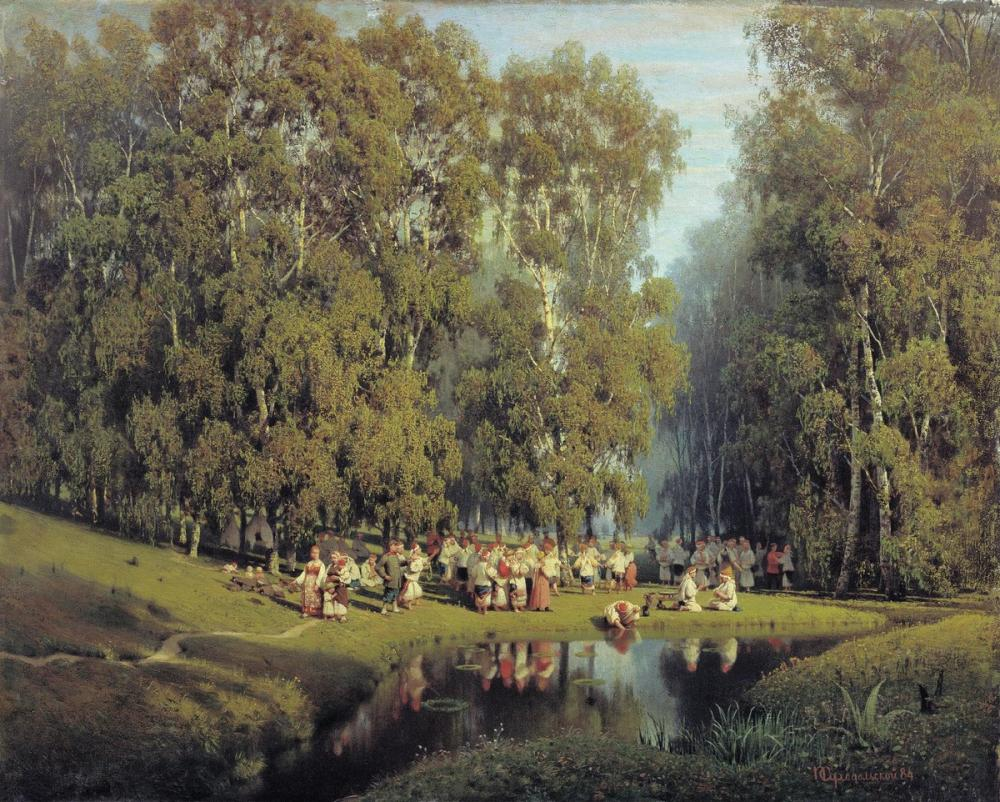
День Трійці. Картина Петра Суходольського, 1884 р.

У християнській православній традиції на язичницькі Зелені свята припадає свято під назвою Трійця (П'ятидесятниця), що відзначається на 50-й день після Великодня, завжди в неділю. П'ятидесятниця (Шавуот, שָׁבוּעוֹת) первісно була святом юдеїв, яке відзначалося на 50-й день після Пасхи (Песаху) на честь першого врожаю або, пізніше, отримання Тори.
У біблійних переказах в цей день апостоли і Марія перебували в світлиці будинку на Сіонській горі. З ними були учні Христа і перші віряни, розгублені через смерть свого Вчителя. Несподівано на кожного апостола і на Марію зійшов Дух Божий у вигляді язиків полум'я, давши їм змогу говорити мовами, яких раніше не знали. Зчинився галас, який привернув увагу мешканців Єрусалиму та гостей міста, що прибули на святкування П'ятидесятниці. Апостол Петро вийшов на ґанок і оголосив, що Дух Божий зійшов на апостолів, і можуть вони проповідувати вчення Христа для різних народів. Їхні промови переконали кілька тисяч людей прийняти хрещення, заснувавши так християнську церкву як спільноту християн.
Таким чином Трійця — це свято започаткування церкви та водночас завершення земних справ Господа, потрібних для спасіння людства від гріха; свято порозуміння, коли завдяки мовам апостолів люди, роз'єднані мовами, змогли розуміти Христове вчення; подолання упереджень (апостоли пішли проповідувати всім людям, а не окремими обраним), а також життя, позаяк Христос дав змогу людям воскреснути в майбутньому. Саме в цей день Бог проявив людям свою третю іпостась (після звернень Бога-Отця до пророків і втілення Бога-Сина в Ісуса Христа), поставши перед ними в цілісності.
Народна етимологія пояснює назву Трійці тим, що колись апостоли Петро, Павло та сам Бог на шляху з Єрусалима відпочивали утрьох під дубом. Назва Зелених свят виводиться з того, що Бог озеленив усю землю. В сучаснішому язичницькому трактуванні Трійця — це свято вшанування триєдиної творчої сили: вогню, води та зелені. Взаємодія християнського та язичницького символізму призвела до їхнього взаємного ускладнення та накопичення додаткових атрибутів свята. Зміст Зелених свят в цілому ширший та пов'язаний з вшануванням предків, священних дерев і обрядами, призначеними забезпечити хороший врожай.

## Тривалість
В українців виділяється Зелений (Клечальний) тиждень, що починається з четверга перед Трійцею. Три останні дні цього тижня та три наступного і називають Зеленими святами. Четвер Зеленого тижня відомий в українців як Навський Великдень або Семик (на півночі України). Тиждень після Трійці, що починається в Духів день, часто називається Русальним.

## Обрядовість

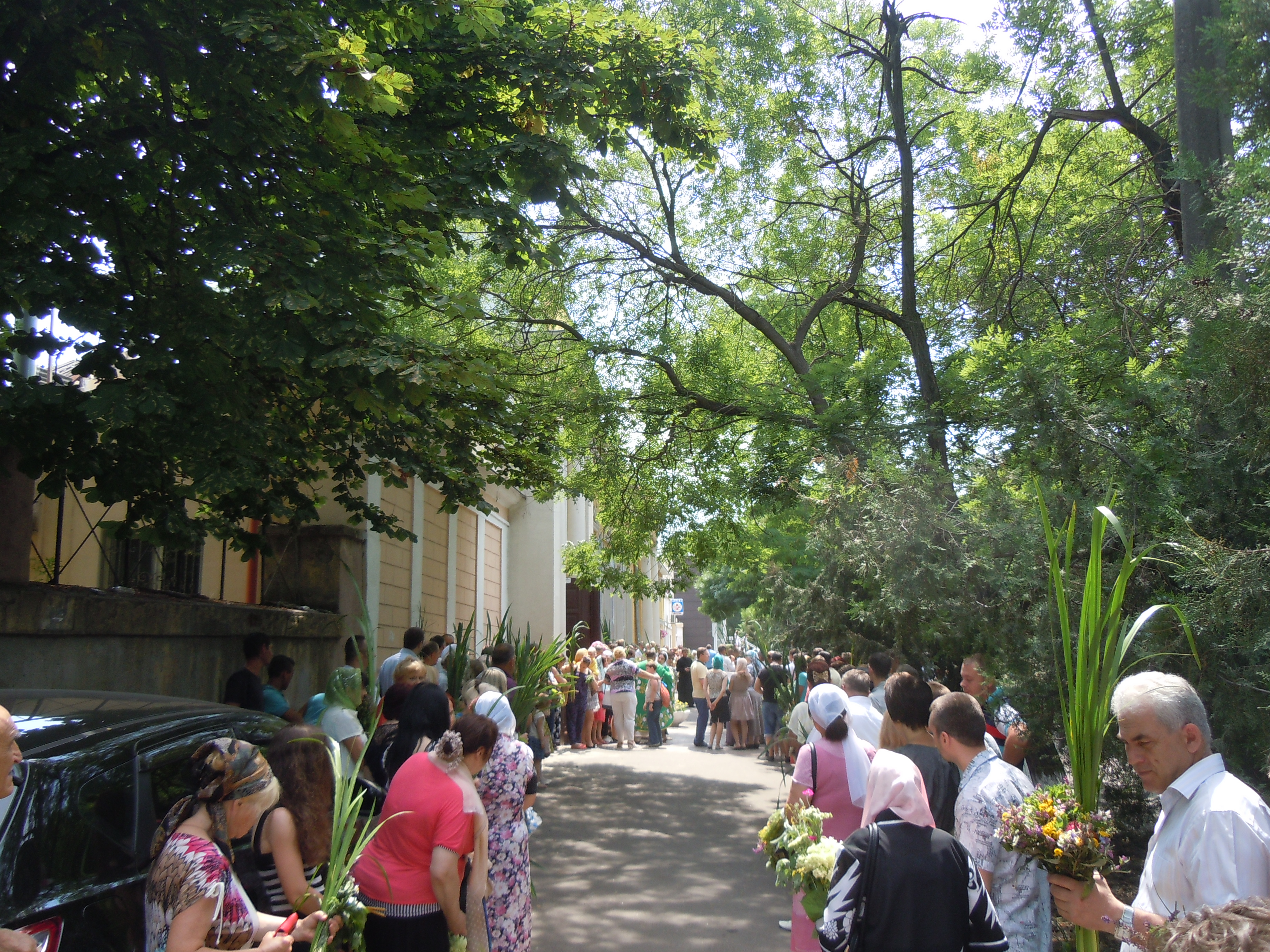
лепехи на Трійцю в Одесі, 2014 р.

Назва «Зелені свята» — дохристиянського походження та мала в давніх слов'ян ширше значення, ніж за сучасності. За реконструкцією Олександра Ґейштора, червень (давні назви — кресень, ізок) мав такі свята: 4 червня — день Ярила, свято молодої зелені, родючих сил землі, коли відбувався обряд під назвою семик (після прийняття християнства його було перенесено на сьомий день після Великодня), культовим об'єктом якого виступала молода береза; 9 червня — свято зародження життя в колосках ярої пшениці; 11–20 червня — дні, у які поле потребує дощу для розвитку колосків, а потім (під час цвітіння) — сухої погоди; 19–24 червня — тиждень водних русалок; 24 червня — день Купали, свято сонця, вогню й води. Генрик Ловмянський вважав, що язичницький бог Триглав виник уже в часи християнства як видозміна Святої Трійці.
Відомості про давню обрядовість Зелених свят збереглися в середньовічних документах. Наприкінці XI ст. чеський князь Владислав засуджував обряди, що здійснювався у вівторок або середу на Зелені свята, коли біля джерел забивали жертовну тварину та розсипали сіль і мак. У статутах Ґнєзненської провінції та Краківської й Познанської дієцезій першої половини XV ст. описано заклики духовенства на Зелені свята шанувати християнського Бога замість піснями, плесканням у долоні й танцями привертати увагу язичницьких богів. У цих джерелах наведено перелік імен священних персонажів: Ладо, Ілелі, Ясси, Нія, а також варіанти цих лексем. Проповідь, написана близько 1450 року, стверджує, що поляки вшановували на Зелені свята божеств Аладо, Гардину та Єссе. За деякими трактуваннями, це були вже не імена, а рефрени пісень.
Язичницька обрядовість Зелених свят нерідко пов'язана з русалками. Так, на Поліссі русалки нерідко належали до так званих «дідів» (душ предків), для котрих перед Трійцею влаштовували поминальну вечерю. Оскільки русалки — це душі всіх померлих, на Русальний тиждень не йшли на кладовище, бо душ там не могло бути в той час — вони ходили по світу чи відвідували живих родичів. За поширеним в інших регіонах уявленням, русалками стають народжені або померлі на Трійцю чи в Русальний тиждень дівчата, зокрема потопельниці. Іноді вважалося, що умовою перетворення на русалку і народження, і смерть на Русальний тиждень. Часом ще детальніше — народження, одруження та смерть. Водночас перетворення на русалку нерідко не прив'язувалося до Зелених свят. З русалками пов'язуються Русалії, під цим в різних регіонах можуть розуміти поминальні свята, так і самі поминки невдовзі після похорону. В румунів, молдованів та українців відомі різноманітні заборони на певну працю на Русалії.
Існують фольклористичні записи про різні обряди, пов'язані з рослинністю на Зелені свята; чимало з цих обрядів живі й за сучасності. Типово — прикрашання оселі чи людей вінками, могло відбуватися прикрашання дерев. А саме будинки прикрашаються пахучою зеленню: лепехою, любистком, м'ятою, полином, чебрецем та свіжими паростками берези. Набір святкових рослин відрізняється залежно від регіону. Так, на Київщині молодь приносила додому гілля дуба й кидала на огірки. Подекуди потім брали на кладовище суху зелень («май», що складався з листя та квітів), якою була прикрашена хата на Трійцю, розкидаючи її по дорозі чи прикрашаючи вінками могили. В деяких місцевостях волошки вважалися русалчиними квітами, тому їх не можна було рвати. Після Трійці, через тиждень, у понеділок, подекуди справлялися «Розирги» — застілля й танці. Метою подібних святкувань було супроводити русалок зі світу живих, після чого повинен був піти дощ. Примітно, що дощу просили в Бога, а не самих русалок. Органічною складовою Проводів русалок були русальні пісні, зокрема «Проведу русалочки» у різних варіаціях.
Церква почала широко відзначати Трійцю з IV століття з часу визнання Бога триєдиним. У православних християн свято входить до числа дванадесятих свят, а у Римо-католицькій церкві має найвищий статус торжества. Трійця відзначається три дні: неділю, понеділок та вівторок. В XX столітті стало традицією на Трійцю поминати загиблих захисників України.

## Головні дні

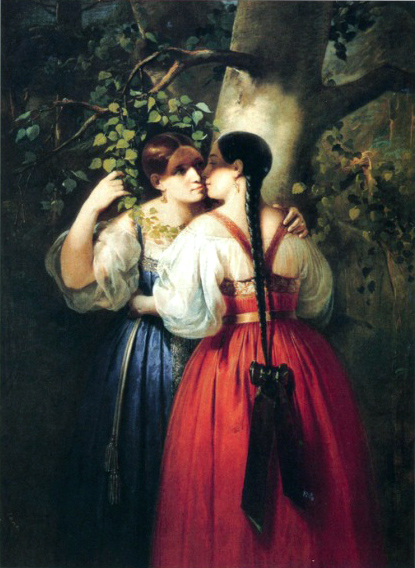
Кумління, картина 1860-1870-х років

### Навський Великдень

#### Поминальний культ
Навський (Мавський) Великдень, Зелений четвер або Семик відзначався в четвер 7-го тижня після Великодня, за три дні до Трійці. Цей день вирізняється поминанням померлих неприродною смертю: загиблих від стихійних лих, голоду, убитих, страчених, самогубців (див. Заложні мерці). До XVII ст. оформився звичай ховати таких померлих саме на Навський Великдень в спеціальних спорудах — «убогих домах». Поминки в цей день мали особливість — після відвідування «убогого дому» та трапези на могилах відбувалися веселі ігри та ворожіння, переважно в гаях. Вважалося — мерці не хочуть аби їхні живі родичі сумували. Місця поховань загиблих обсаджувалися деревцями, що з часом перетворювало їх у нові гаї. До середини XIX ст. розважальний аспект свята вже став переважати над поминальним.
У поляків Навський Великдень називається Стадо, як і збори людей на поминки. Подібні обряди в цей день відомі по Європі від Ісландії до Греції. Аналог Семика знаний також у Сибіру як Тюльпа.

#### Кумління
Обряд кумління був дівочим, при ньому повнолітні дівчата цілувалися через вінки, стаючи кумами (в архаїчному значенні цього слова як подруг, приятельок). Іноді при цьому обмінювалися прикрасами, після чого відбувалася трапеза, до якої могли долучитися чоловіки. Обов'язковою стравою була яєчня. 
Цей обряд відомий на північному сході України. Ігрища на Навський великдень можуть трактуватися як зображення дівчатами мавок. Символічно стаючи мавками, вони дозволяли померлим в цей день долучитися до радощів земного життя. Звідси також численні табу, як-от заборона цього дня ходити на ниви, де русалки можуть до смерті залоскотати тих, хто не дасть відповіді на їхні загадки.

### Зелена субота

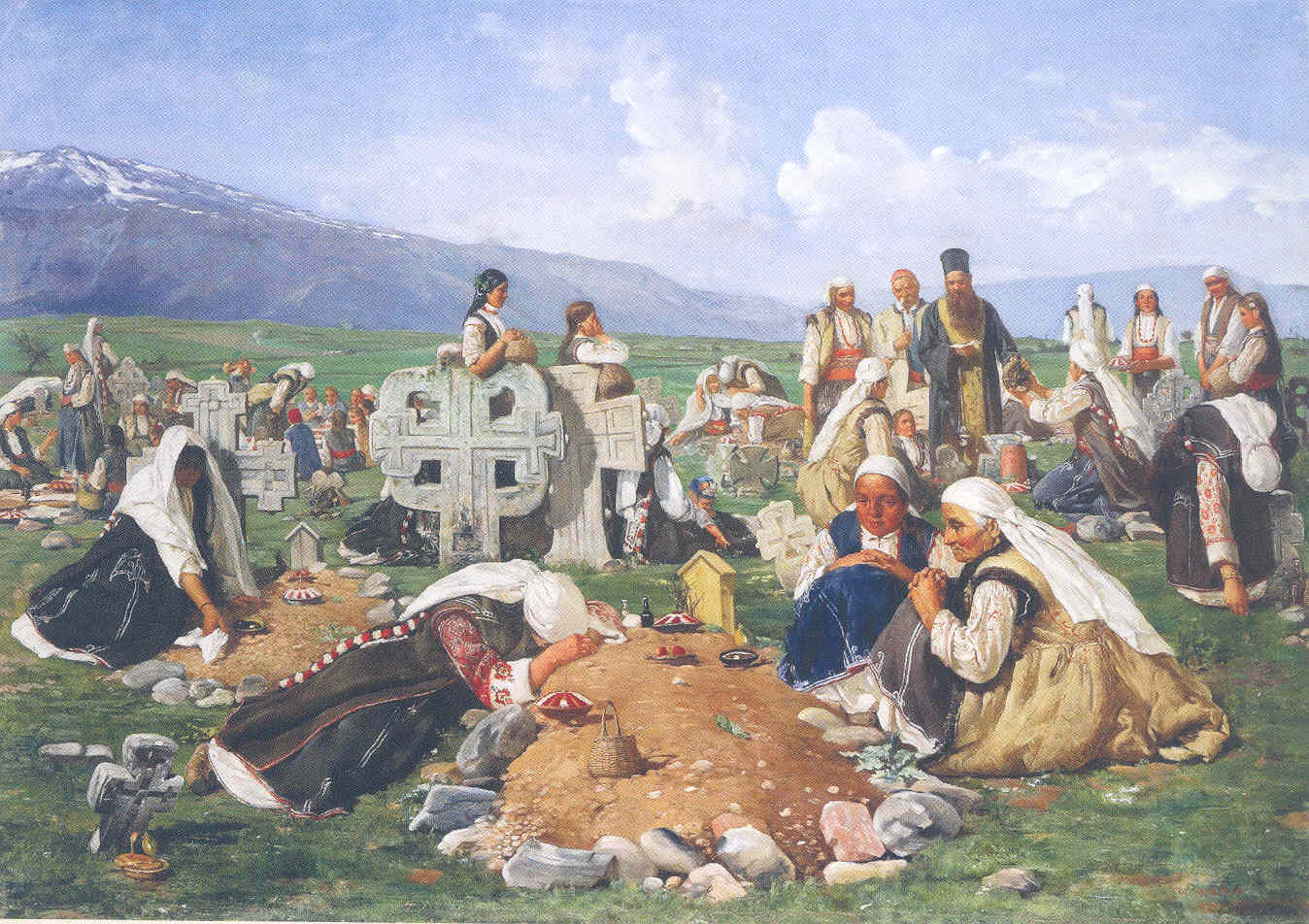
«Задушниця» — поминальна субота перед Трійцею, картина Івана Мирквички, 1890 р.

Напередодні Зеленої неділі, у суботу, що називалася клечаною, хату, подвір'я та господарські будівлі прикрашали клечанням — зеленими гілочками дерев або великим листям, які часто ламали в лісі. Гілки встромляли в стріху, на воротах, біля вікон, за ікони. Збереженість клечання наступного дня вважалася пророкуванням того, чи всі в родині доживуть до наступної Зеленої суботи. Підлогу або долівку в хаті встеляли запашними травами: татарським зіллям (лепехою), чебрецем, канупером, полином. Українці обирали для клечання частіше клен, липу та березу.
Після цих ритуалів йшли в хату і сідали за традиційну вечерю. Примітно, що в Україні обряд клечання зберігався і за Радянського часу попри антирелігійну політику.
Південні слов'яни відзначають в цей день Троєцьку Задушницю, коли на могилах може залишатися їжа для померлих, відбувається прикрашання могил. Головна роль тут відводиться жінкам.

### Зелена неділя

#### Поминальний культ
В українців у неділю вранці одружені чоловіки і жінки брали їжу та напої та йшли на кладовище, щоб відвідати померлих родичів та друзів. На місці поховання, могилах (курганах) та гробах розкладались смаколики, ласощі, писанки або крашанки та напої. Їжа могла закопуватися в могили, щоб «погодувати» мерців, присутні зверталися до похованих родичів, ніби «розмовляючи» з ними — приказували напівспіваючи речитативом. Особлива шана віддавалася старцям, які знаходилися неподалік. Другою частиною поминального недільного обряду були потіхи з бубнами, «скоморохами» — переодягненими молодими чоловіками та жінками у масках, з музичними інструментами. Вони скакали, плясали, грали та співали. До третьої частини входило проведення язичницьких «відтворених боїв», «боротьби перебійців» та «перегонів». Взагалі майже всяка тризна закінчувалася проведенням штучних боїв та перебійців.
Після літургії в церкві відбувалося окроплення священниками криниць святою водою, а на зворотному шляху до церкви священники кропили будівлі зовні та всередині. Крім того освячувався хліб і сіль, які виносили на столі на подвір'я.

#### Водіння куста
Дійсно унікальною є традиція водіння куста, яка в Україні збереглася лише в одному населеному пункті — селі Сварицевичі. Під час проведення обряду одну дівчину вбирають у зелень, потім решта дівчать водить головну героїню селом, заходячи у двори зі співами «кустових пісень» та побажаннями. Основні мотиви цих пісень — величання куста як символу добра і побажання врожаю та інших господарських успіхів. Крім того, ці пісні торкаться теми дівочого щастя в коханні.

#### Водіння тополі

Реконструкція обряду водіння тополі в Пирогові. Червень 2016

У Зелені свята в деяких місцевостях України були звичаї, пов'язані зі священними деревами. Обряд «водіння тополі» відомий на Полтавщині, Київщині, Черкащині, Харківщині. Дівчата вибирали поміж себе дівчину, найжвавішу в іграх, на «тополю», прикрашали її намистом, стрічками та квітами, обличчя зав'язували хусткою, руки прив'язували до палиці і так водили по селу з гучними піснями. Хлопці підхоплювали «тополю» й несли її на руках, а дівчата намагалися відняти їй й поставити на землю. На Поліссі побутував близький за змістом обряд Троїцького куста, роль якого теж виконувала дівчина.
Поширена пісня, що супроводжувала цей обряд:
|  | ...Стояла тополя край чистого поля Стій, тополенько, не розвівайся, Буйному вітроньку не піддавайся... |

#### Водіння тура
У польському Підляшші на Зелені свята по селу хлопці водили вола, обвішаного спеціально збруєю з вільхи і з лялькою верхи. Віл повинен був скакати, поки не скине ляльку. Ймовірно, метою обряду було розлютувати тварину, що символізувала чоловічу силу. У Мазовії бика покривали старою сіттю і прикрашали квітами й гілками, вішали на роги вінок з берези і гнали попереду стада, або на бика садили опудало «лицаря» з вільховою кори і потім скидали його на землю, називаючи цей обряд «волової весіллям». В Куявії бик, покритий попоною, з квітами на рогах брав участь в урочистій ході в супроводі дюжини пастухів, дюжини дівчат з квітами і музикантів, яких зустрічало все село (див. також різдвяне Водіння кози).
У Словаччині тура зображували двоє чоловіків, які стояли один за одним: задній, злегка нахилившись, тримався руками за плечі переднього, який тримав в руках палицю, на верхньому кінці якої була прикріплена голова тура з рухомою нижньою щелепою. З рота звисав язик із цупкої тканини або шкіри. Очі робилися з круглих блискучих шматочків жерсті. До довгих рогів підвішувалися дзвіночки. Обох чоловіків накривала плахта з мішковини або іншої матерії. В деяких місцях тура втім зображала одна людина.

#### Завивання берези
Троєцький обряд завивання берези полягає в тому, що дівчата беруть харчі, закликають хлопців і з піснями-веснянками та гаївками йдуть у ліс чи в гай. Там грають, співають, хороводять, а потім сідають і разом їдять все, що принесли. Після цього шукають в лісі молоді берізки, що мають тонкі і довгі гілля. З цього гілля, не зриваючи його, на самій березі завивають вінки, співаючи відповідних пісень:
|  | По саду ходжу, виноград саджу Посадивши та й поливаю, Ой поливши та й нащіпаю, Нащіпавши, віночка зів'ю, Віночка звивши, на воду пущу: Хто вінка пійме, той мене візьме… |

Хлопці можуть допомагати — кожний своїй дівчині — завити вінок на березі.
|  | Ой, зав'ю вінки та на всі святки, Ой на всі святки, на всі празники… На всі святочки, на годовії і на роковії… |

Звивши вінок на живій березі, хлопці їх обережно відламують і доручають дівчатам. А дівчата забирають додому і пізнім вечором йдуть до води і пускають їх на воду, як на Купала. Поведінка вінка слугує для ворожіння про майбутнє. В ніч після цього дня ходили групами, щоб не стати жертвою мандрівних русалок і потерчат.

#### Обряд Лялі
Цей обряд зафіксовано на Волині. Проводили його в неділю або в понеділок. Дівчата збираючись до дівочого гурту приносили з собою молочні продукти. Вони відгадували загадки і переможниця обиралася «Лялею». Її прикрашали вінком з квітів, та через плечі навхрест — гірляндами. У цей час гурт хлопців в умовленому місці плів для «лялі» трон (зелену лавку). Дівчата супроводжували «лялю» до трону. Хлопці усаджували «Лялю» на трон і тоді утворювали два кола: внутрішнє з дівчат, зовнішнє з хлопців. Таким чином водили хороводи та співали жартівливих та весільних пісень. Потім всі учасники розбігалися, а «Ляля» кликала їх назад, роздаючи частування, дівчатам — вінки, а хлопцям — гілки. Вінки залишалися на наступний рік, крім того, що був у «Лялі». Наприкінці її вели до будинку батьків, які дякували за таку честь.